# Suvi Minkkinen
Suvi Minkkinen (Joutsa, 8 dicembre 1994) è una biatleta finlandese.

## Biografia
Attiva dalla stagione 2012-2013, ha esordito in Coppa del Mondo il 29 novembre 2017 a Östersund in individuale (78ª), ai Giochi olimpici invernali a Pyeongchang 2018, dove si è classificata 69ª nell'individuale, e ai Campionati mondiali a Östersund 2019, dove si è piazzata 73ª nella sprint, 56ª nell'individuale e 22ª nella staffetta. Ha preso parte alle successive rassegne iridate di Anterselva 2020 (80ª nella sprint, 39ª nell'individuale, 11ª nella staffetta) e Pokljuka 2021 (85ª nella sprint, 57ª nell'individuale, 14ª nella staffetta, 13ª nella staffetta mista), ai Giochi olimpici invernali di Pechino 2022 (51ª nella sprint, 43ª nell'inseguimento, 16ª nella staffetta, 11ª nella staffetta mista), ai Mondiali di Oberstdorf 2023 (35ª nella sprint, 24ª nell'inseguimento, 8ª nell'individuale, 25ª nella partenza in linea, 13ª nella staffetta, 11ª nella staffetta mista e 10ª nella staffetta mista individuale) e di Nové Město na Moravě 2024 (47ª nella sprint, 29ª nell'inseguimento, 23ª nell'individuale, 17ª nella staffetta, 20ª nella staffetta mista e 12ª nella staffetta mista individuale). Il 3 marzo 2024 ha conquistato a Oslo Holmenkollen in staffetta mista individuale il primo podio in Coppa del Mondo (3ª) e il 12 gennaio 2025 la prima vittoria, a Oberhof nella medesima specialità in coppia con Tero Seppälä; ai successivi Mondiali di Lenzerheide 2025 ha vinto la medaglia di bronzo nella sprint e si è classificata 6ª nell'inseguimento, 4ª nell'individuale, 8ª nella partenza in linea, 15ª nella staffetta, 9ª nella staffetta mista e 10ª nella staffetta mista individuale.

## Palmarès

### Mondiali
- 1 medaglia:
  - 1 bronzo (sprint a Lenzerheide 2025)

### Coppa del Mondo
- Miglior piazzamento in classifica generale: 7ª nel 2025
- 5 podi (2 individuali, 3 a squadre):
  - 1 vittoria (a squadre)
  - 4 terzi posti (2 individuali, 2 a squadre)

#### Coppa del Mondo - vittorie
| Data            | Località | Paese    | Specialità             |
| --------------- | -------- | -------- | ---------------------- |
| 12 gennaio 2025 | Oberhof  | Germania | SMX (con Tero Seppälä) |

Legenda:

SMX = staffetta mista individuale